# Bánruszkóc
Bánruszkóc (szlovákul: Ruskovce) község Szlovákiában, a Trencséni kerületben, a Báni járásban.

## Fekvése
Bántól 6 km-re északnyugatra, a Svinnica-patak jobb partján fekszik.

## Története
Területén már a 9. században szláv település volt.
Történeti források szerint már 1096-ban állt temploma. A mai falut 1329-ben „Rwzk” alakban említik először. 1473-ban „Rwzkovcz”, 1525-ben „Rwskowcz” alakban szerepel. Több nemesi család birtoka volt, köztük a Pagan, Stolocky, Hencz, Sirmiensis családoké. 1598-ban 11 háza állt. 1784-ben 18 házában 34 család és 163 lakos élt.
A 18. század végén Vályi András így ír róla: „RUSZKÓCZ. Ruskovce. Tót falu Trentsén Várm. földes Ura Szirmay Uraság, lakosai katolikusok, és másfélék, fekszik Kis Hradnához nem meszsze, mellynek filiája; határbéli földgye termékeny, de fája nints elég.”
1828-ban 11 háza és 72 lakosa volt, akik főként mezőgazdasággal foglalkoztak.
Fényes Elek 1851-ben kiadott geográfiai szótárában így ír a faluról: „Ruszkócz, tót falu, Trencsén, most A.-Nyitra vgyében, Gradna fil., 122 kath., 8 evang., 2 zsidó lak.”
A trianoni békéig Trencsén vármegye Báni járásához tartozott.
Mezőgazdasági jellegét később is megőrizte.

## Népessége
| Év:            | 1994. | 2004.   | 2014.   | 2024.   |
| -------------- | ----- | ------- | ------- | ------- |
| Emberek száma: | 531   | 532     | 513     | 518     |
| Eltérés:       |       | +0,18 % | -3,57 % | +0,97 % |

| Év:            | 2023. | 2024.   |
| -------------- | ----- | ------- |
| Emberek száma: | 521   | 518     |
| Eltérés:       |       | -0,57 % |

1910-ben 195, túlnyomórészt szlovák anyanyelvű lakosa volt.
2001-ben 532 lakosából 523 szlovák volt.
2011-ben 510 lakosából 493 szlovák volt.